# Kleinschmiedstraße (Stralsund)

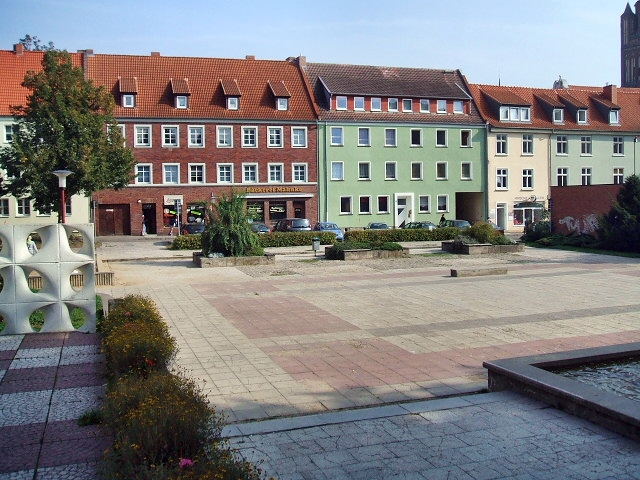
Die Kleinschmiedstraße in Stralsund, von der Ossenreyerstraße aus (2006)

Die Kleinschmiedstraße in Stralsund verbindet die Badenstraße nahe der St.-Nikolai-Kirche und dem Stralsunder Rathaus mit der Heilgeiststraße. Sie gehört zum Kerngebiet des UNESCO-Welterbes mit dem Titel Historische Altstädte Stralsund und Wismar.
Die Straße wurde im Jahr 1321 erstmals urkundlich erwähnt. Ihr Name geht auf die Kleinschmiede genannten Schmiede zurück, die im Gegensatz zu den Grobschmieden meist kleinteilige, filigrane Arbeiten verrichteten; zu den Kleinschmieden zählten Schlosser, Nagelschmiede und Messer- und Klingenschmiede.
Die heutigen Hausnummern wurden im 19. Jahrhundert vergeben. Beim Absturz und der anschließenden Explosion eines US-amerikanischen Kampfflugzeuges (Consolidated B-24) am 20. Juni 1944 in die Grundstücke Kleinschmiedstraße 16 und 17 wurden viele Gebäude der Kleinschmiedstraße zerstört. Die Lücke wurde lange Zeit nicht geschlossen, und weitere, marode Gebäude auf dieser Straßenseite wurden in der DDR abgerissen. Die Rathausplatz genannte Freifläche zwischen Kleinschmiedstraße, Badenstraße, Ossenreyerstraße und Heilgeiststraße wurde lange Zeit als Spielplatz und Erholungsraum genutzt. Nach 2010 wurde der Platz, das so genannte Quartier 17, wieder bebaut.
In der Straße stehen zwei Gebäude unter Denkmalschutz, siehe dazu auch die Liste der Baudenkmale in Stralsund. Es handelt sich um die Gebäude Kleinschmiedstraße 20 und Kleinschmiedstraße 22.